# Самедзаде, Зияд Алиаббас оглы
Зияд Алиаббас оглы Самедзаде (азерб. Ziyad Əliabbas oğlu Səmədzadə; род. 25 июня 1940, Баку) — азербайджанский учёный, доктор экономических наук, профессор, действительный член Академии наук Азербайджанской Республики; председатель Комитета по экономической политике,промышленности и предпринимательства  Милли Меджлиса Азербайджана, вице-президент Международного союза экономистов. Один из видных экономистов, с научной деятельностью которого неразрывно связано формирование, становление и развитие ряда ведущих направлений экономической науки в Азербайджанской республике и за её пределами.

## Биография
Родился в селе Бузовны Артёмовского (ныне — Хазарского) района города Баку в семье служащего. В 1956 году, окончив среднюю школу № 125 в родном селе, поступил в Азербайджанский институт народного хозяйства, после упразднения которого продолжил учёбу на экономическом факультете Азербайджанского государственного университета и с отличием окончил его в 1961 году; работал в Институте экономики АН Азербайджанской ССР. С 1965 года, по окончании аспирантуры Института экономики Академии наук СССР — младший, затем старший научный сотрудник, учёный секретарь Института экономики АН Азербайджанской ССР, с 1969 года — заведующий отделом «Темпы и пропорции развития народного хозяйства».
В 1976—1978 годах работал первым заместителем директора НИИ экономики Госплана Азербайджана и одновременно заведующим отделом сводных проблем прогнозирования социально-экономического развития и эффективности производства там же; в 1978—1982 — проректором по науке Азербайджанского института народного хозяйства.
Был избран[когда?] депутатом Верховного Совета Азербайджанской ССР, в качестве первого заместителя председателя Верховного Совета председательствовал в октябре 1991 года на сессии, принявшей Акт о независимости Азербайджанской Республики. Председатель Комитета по экономической политике Милли Меджлиса Азербайджана.
С 1981 года — председатель Азербайджанского научно-экономического общества НЭО СССР, с 1992 года возглавляет Союз экономистов Азербайджана.
В 1981—1992 годы был главным редактором журнала «Народное хозяйство Азербайджана»; с 1995 года — член президиума Высшей аттестационной комиссии при Президенте Азербайджанской Республики, возглавляемой академиком А. Х. Мирзаджанзаде. Вице-президент Международного союза экономистов, главный редактор газеты «Экономика», национальный координатор Азербайджана по международному техническому содействию Евросоюзу, первый вице-президент Международного фонда «Хазар».
В 2024 году на парламентских выборах в Азербайджане, которые состоялись 1 сентября, одержал победу в Насими-Сабаильском избирательном округе №23. Официально стал депутатом Милли Меджлиса Азербайджана седьмого созыва, первое заседание которого состоялось 23 сентября 2024 года.

## Научная деятельность
В 1962 году издал свою первую брошюру о производительности труда в сельском хозяйстве. В 1965 году защитил кандидатскую, в 1971 — докторскую диссертацию по теме «Проблемы производительности труда и структуры занятости населения». С 1977 года профессор; в 1980 году избран членом-корреспондентом, в 1989 — действительным членом Академии наук Азербайджанской ССР. Действительный член Международной академии менеджмента, Международной нефтяной академии.
Основные направления исследований:
- проблемы производительности труда и экономического роста

Участвовал в подготовке:
- «Схемы развития и размещения производительных сил Азербайджанской ССР на 1976—1990 годы» (1976—1978)
- целевой программы «Демографическое развитие и использование трудовых ресурсов».
- практических рекомендаций по эффективному использованию трудовых ресурсов Ленкорано-Астаринского, Шекинского и других регионов
- конкретных рекомендаций по объективной оценке результатов труда и улучшения жизни населения.
- концепции экономической независимости Азербайджана и соответствующих законопроектов (1987—1991)
- программ TACIS и TRACECA (1992—1993).

Представлял Азербайджан на международных симпозиумах и конгрессах в России (Москва, Санкт-Петербург), Европе (Страсбур, Стокгольм, Барселона, Брюссель, Париж), США (Вашингтон, Сан-Франциско), в Пекине, Анкаре, Сиднее.
Являлся заместителем председателя Специализированного совета по защите диссертаций, членом Учёного совета по защите диссертаций, главным редактором межвузовского журнала (серия экономики), членом редколлегии «Известий АН Азербайджана» (серия экономическая).
Автор более 500 научных работ.

### Избранные труды
- Мировая экономика: «экономическое чудо» Китая. — 2001.
- Региональные проблемы производительности труда и народно-хозяйственных пропорций экономического развития. — М., 1973.
- Рекомендации по вопросам роста производительности труда и совершенствования народнохозяйственных пропорций экономического развития. — М., 1973.
- Самедзаде З. А.-А. Структура и эффективность общественного производства : (На материалах АзССР). — Баку : Элм, 1980. — 210 с.[6]
- Эмэjин сосиал-игтисади проблемлэри = Социально-экономические проблемы труда : (темат. сб. науч. тр.) / [ред. кол.: З. А. Самедзаде (ред.) и др.]. — Бакы : ИНХ, 1982. — 133 с.[6]
- Схема развития и размещения производительных сил Азербайджанской ССР на 1976—1990 годы.
- Dağlıq Qarabag: Naməlum Həqiqətlər = Нагорный Карабах: неизвестная правда. — Баку, 1995. — 83 с.[5]
- Экономика Азербайджана за полвека, её новые реалии и перспективы. — 2004.  (рус.)[5]
- Китай в глобальной мировой экономике. — Баку, 2009. — 607 с.  (азерб.) Баку, 2009, 607 с.
- Большая экономическая энциклопедия : в 5 т. / Гл. ред. З. А. Самедзаде. — 2012.  (азерб.)[7]

## Награды
- Почётная грамота (1960) — за активное участие в общесоюзной научно-практической конференции в Ростовском университете
- Премия Ленинского комсомола Азербайджанской ССР в области науки и техники (1974) — за цикл научных работ по проблемам производительности труда
- Орден Трудового Красного Знамени (1986).
- Национальная премия «Лучший из лучших» (2010) — за заслуги в развитии просвещения[8].
- Орден «Слава» (22 июня 2010 года) — за заслуги в развитии экономической науки в Азербайджанской Республике[9].
- Медаль Франциска Скорины (16 декабря 2010 года, Белоруссия) — за значительный вклад в укрепление дружественных отношений и сотрудничества между Республикой Беларусь и Азербайджанской Республикой[10].
- Почётная грамота Национального собрания Республики Беларусь (15 апреля 2013 года) — за значительный личный вклад в укрепление межгосударственных и межпарламентских связей Республики Беларусь и Азербайджанской Республики[11].
- Почётная грамота Совета Министров Республики Беларусь (22 июня 2015 года) — за значительный личный вклад в расширение межгосударственных отношений, укрепление дружбы между Республикой Беларусь и Азербайджанской Республикой[12].
- Орден «Честь» (24 июня 2015 года) — за активное участие в общественно-политической жизни Азербайджанской Республики[13].
- Орден «За службу Отечеству» I степени (24 июня 2020 года) — за активное участие в общественно-политической жизни Азербайджанской Республики и заслуги в развитии экономической науки[14].